# 贝尼耶尔达伊
贝尼耶尔达伊（法語：Bernières-d'Ailly，法語發音：[bɛʁnjɛʁ daji] ⓘ）是法国卡尔瓦多斯省的一个市镇，属于卡昂区。

## 地理
贝尼耶尔达伊（48°57'42"N, 0°5'22"W）面积9.39 平方千米，位于法国诺曼底大区卡爾瓦多斯省，该省份为法国西北部沿海省份，北濒大西洋英吉利海峡，东北与滨海塞纳省以海上边界相接，东临厄尔省，南至奧恩省，西与芒什省接壤。
与贝尼耶尔达伊接壤的市镇（或旧市镇、城区）包括：当布兰维尔、若尔、莫尔托-库利伯夫、佩里耶尔、维克。

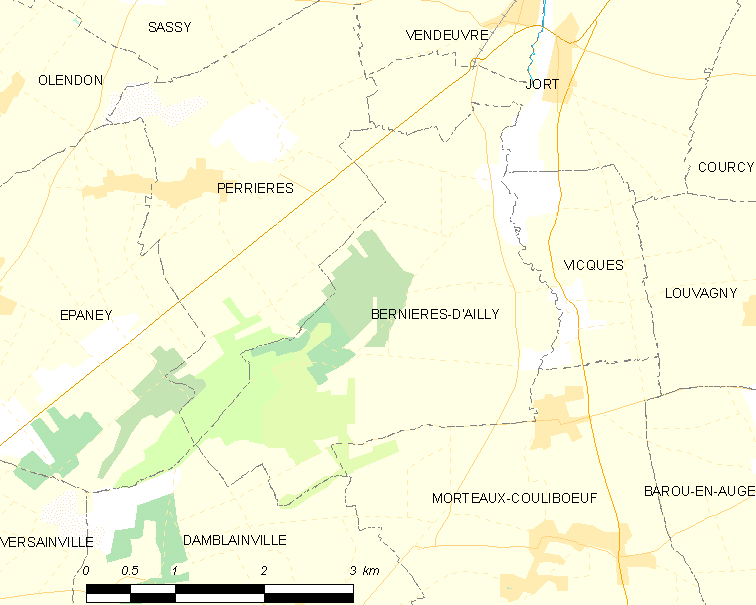
贝尼耶尔达伊的OSM定位图

贝尼耶尔达伊的时区为UTC+01:00、UTC+02:00（夏令时）。

## 行政
贝尼耶尔达伊的邮政编码为14170，INSEE市镇编码为14064。

## 政治
贝尼耶尔达伊所属的省级选区为法莱斯县。

## 人口

1962-2008年间贝尼耶尔达伊人口变化图示

贝尼耶尔达伊于2022年1月1日时的人口数量为212人。